# سميرة قواس
سميرة قواس هي منتجة وممثلة مقيمة في بيروت. وهي نائبة رئيس شركة سيمبلي إنترتينمنت، وهي شركة إنتاج شاركت في تأسيسها هي والكاتب والمخرج والمنتج الأمريكي رون سينكوفسكي. في عام 2018 أسسوا نادي الكوميديا هوليوود يطفو على السطح.

## الحياة
سميرة قواس خريجة الجامعة الأنطونية. طوال حياتها المهنية، قامت سميرة قواس بإخراج وإنتاج إم بي سي، تلفزيون دبي، إم تي في لبنان، قناة السفر، و الجزيرة بين استوديوهات أخرى. أمام الكاميرا، تألقت سميرة في دور رويدا في سلسلة كوميديا الويب الفائزة شانكابوت (2011).

## المهنة
تعمل شركة إنتاج قواس وسينكوفسكي سيمبلي إنترتينمنت دوليا من مكاتب في لوس أنجلوس ودبي وبيروت. ينصب تركيزهم على تكييف الروايات المشهود لها دوليا والتي تحتوي على مكونات متعددة الثقافات مع الوقائع المنظورة. يجلبون معا الكوميديين الأمريكيين من القائمة الأولى إلى الشرق الأوسط، ومعظمهم إلى المدن التي ليس لديها نوادي كوميدية حتى الآن. أقيم أول حدث كوميدي في بيروت في نادي سانت جورج لليخوت في أبريل 2018. منذ أن أنتجوا أكثر من 60 عرضا في جميع أنحاء الشرق الأوسط، بما في ذلك ماز جبراني جولة "المحارب السلمي" 2019.

## فيلموغرافيا
| السنة | العنوان         | الاعتمادات   | ملاحظات        |
| ----- | --------------- | ------------ | -------------- |
| 2017  | الحياة ملهى     | منتج تنفيذي  | مسلسل تلفزيوني |
| 2014  | يحدث فقط في دبي | منتج تنفيذي  | تلفزيون خاص    |
| 2014  | النبي           | مستشار ثقافي |                |
| 2010  | شنكابوت         | ممثلة        | سلسلة الويب    |

## روابط خارجية
- [http://www.imdb.com/name/nm6799697/ Samira Kawas

] في قاعدة بيانات الأفلام على الإنترنت
- The Hollywood Pop Up Comedy Club  في قاعدة بيانات الأفلام على الإنترنت (بالإنجليزية)
- الموقع الرسمي سيمبلي الترفيه
- الموقع الرسمي هوليوود يطفو على السطح الترفيه